# 광둥어 대중음악

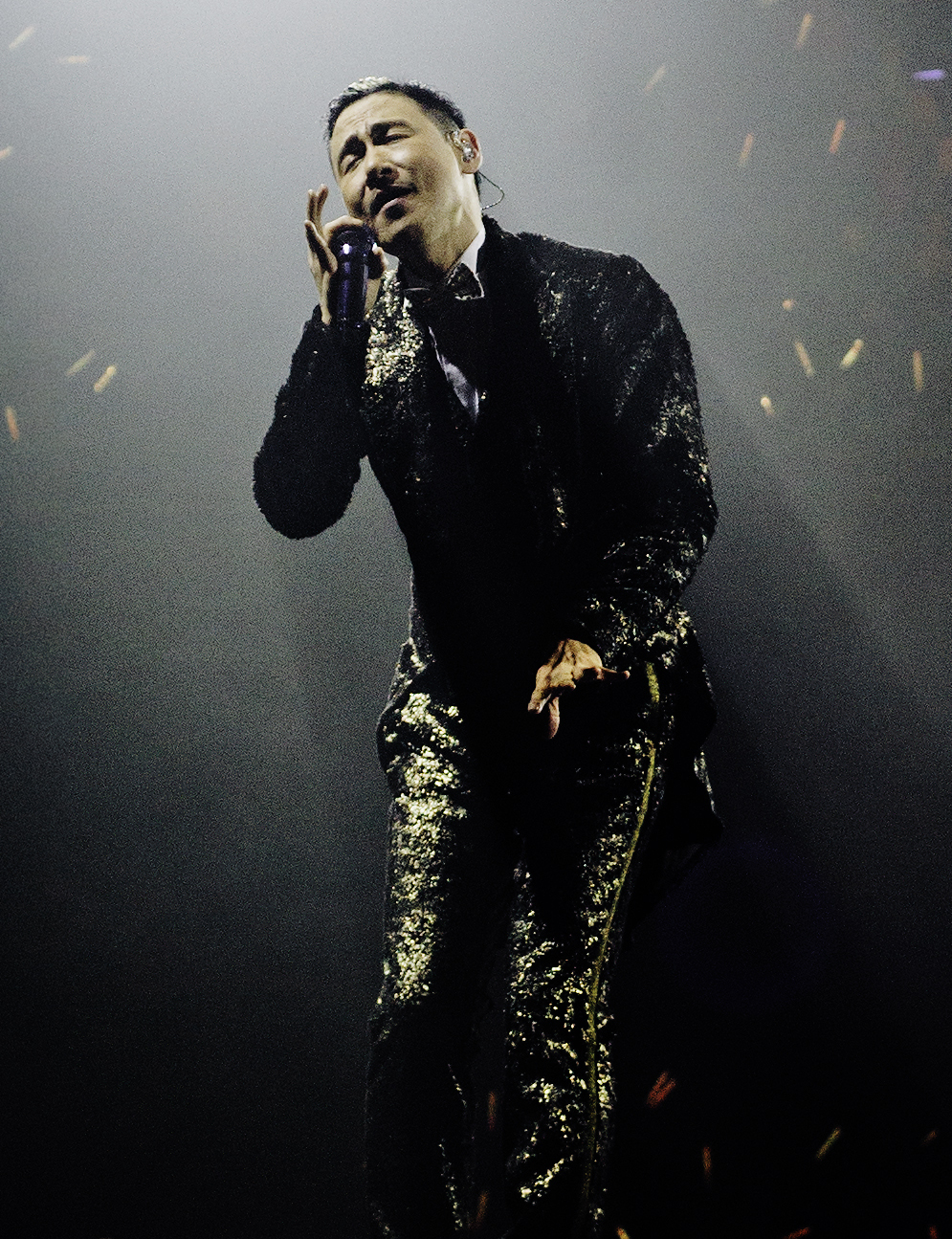

광동어 대중음악(廣東話 大衆音樂) 또는 캔터팝(Cantopop) 혹은 홍콩팝(HK-pop)은 홍콩을 중심으로 한 중국 남부의 광동어권의 대중가요를 말한다. 광동어권 전역이 대상이지만 특히 경제와 문화의 중심지인 홍콩에서 생산되는 음악 비중이 절대적이다. 현재는 중국어권 노래인 C-POP의 하위 장르처럼 생각되나 오랫동안 범중화권에 대한 영향력이 절대적이었으며, 홍콩의 대중문화가 위세를 떨치던 1980년대와 1990년대에는 한국,일본,동남아 지역등 외국에서도 인기를 누렸다.

## 이름
광동어 지역과 중국에서는 粵語流行曲이나 粵語流行歌曲 廣東歌등의 명칭을 쓴다. 영어권에서는 Cantopop이라고 하는데 이 명칭은 1970년대 홍콩에 살던 스리랑카인 광고기획자 한스 에버트가 미국의 빌보드 잡지에 홍콩 배우 허관걸
의 노래를 소개하면서 Cantopop이란 이름으로 부른 것이 계기가 되었다. 이후에 홍콩의 대중음악들은 Canto Rock
,Canto R&B와 같이 앞에 Canto라는 수식어를 붙여 나타내는 것이 일반화된다.

## 역사
서구의 영향을 받은 음악이 중국에 들어온 것은 중화민국 시절인 1920년대이며, 특히 상하이가 그 중심이었다. 중국대륙에서 중화인민공화국 정부가 수립되자 공산주의 신 정부는 서구스타일의 대중음악을 포르노와 같은 유해매체로 규정하고 탄압하기 시작했다. 그 결과 상하이를 중심으로 형성되어 있는 음악인들은 홍콩을 그들의 새 망명지로 택하게 된다.
1960년대 홍콩의 광동어 음악은 여전히 중국 경극의 광둥 판인 월극(粤劇)이나 서구 음악의 가벼운 흉내 정도에 머물렀다. 이 시기에 활동했던 주요 음악인들은 등기진(鄧寄塵), 정군면(鄭君綿),담병문(譚炳文)등이 있다.
당시 음악에 대한 욕구가 왕성했던 전후 베이비붐 세대는 교육과 세련미의 상징이었던 서구 문화에 대한 동경때문에 영국이나 미국의 팝을 선호하는 경향이 있었다. 엘비스 프레슬리, 조니 매티스, 비틀즈등이 이 당시 홍콩에서 인기있던 그룹이다. 반면 광동어 음악을 고집하는 이들은 시대에 뒤떨어지거나 촌스러운 사람쯤으로 여겨졌다.
그러나 이러한 이미지는 점차 몇몇 선구자들에 의해 바뀌기 시작하는데, 진체송(陳齊頌)과 청쿰청이라는 두 가수가 등장하면서 최초로 젊은 층을 대상으로한 광동어 음악을 선보였으며, 코니 찬포추라는 최초의 10대 대상의 아이돌 가수도 등장했다.

### 1970년대: 광동어 팝의 도약
1970년대 접어들어 홍콩에서는 홍콩 특유의 팝 문화가 생겨나기 시작한다. 영미 팝의 요소를 광동어 노래에 도입하는 밴드들이 늘어났으며, 서로 다른 두 가지 흐름이 나타났다.

## 같이 보기
- C-pop
- 타이완 팝 음악
- J-pop
- K-pop